# Arthur Engel

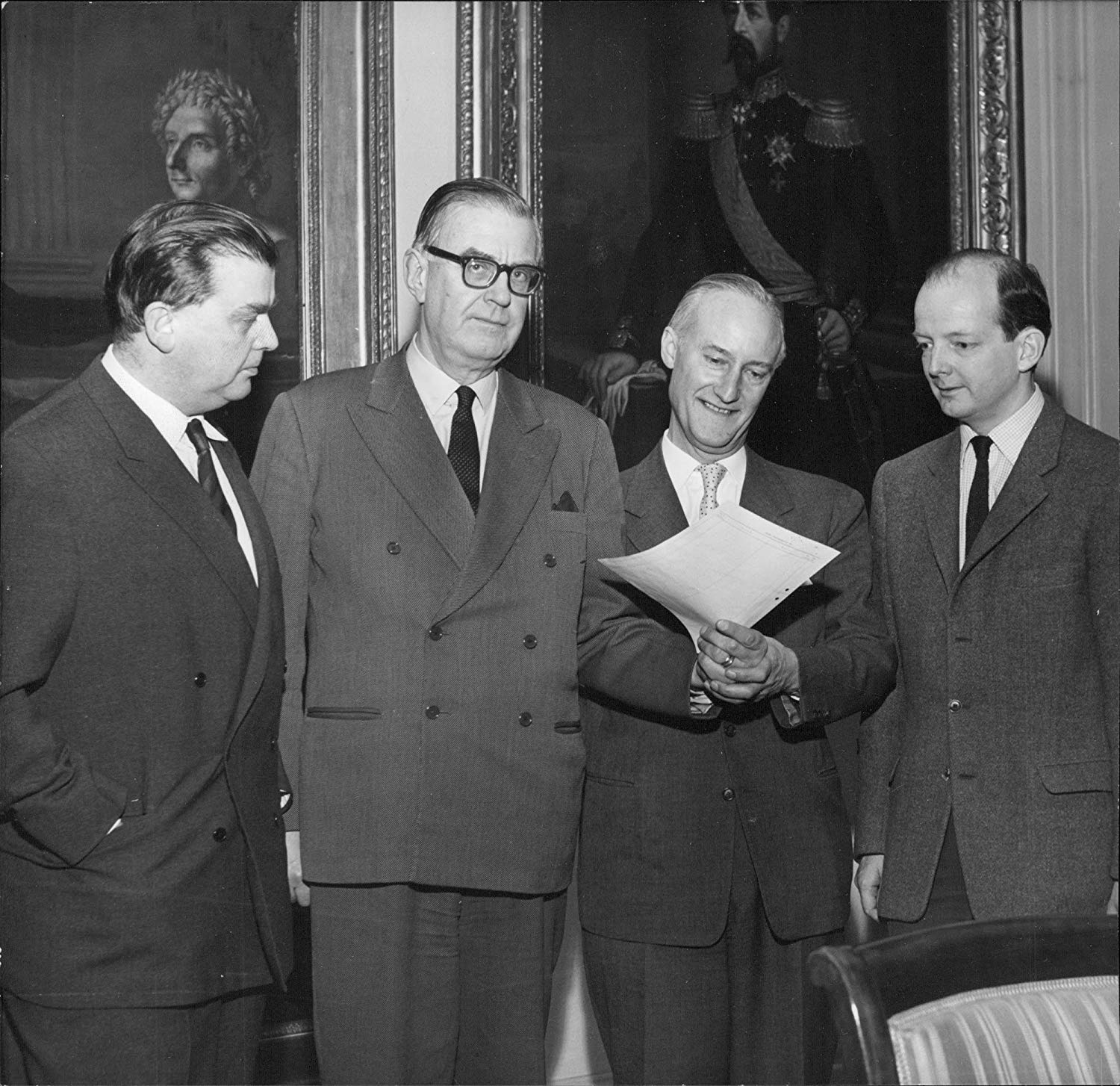
Fr.v.: Bertil Hood, Arthur Engel, Kurt Grimlund, okänd.

Arthur Georg William Engel, född 17 september 1900 i Stockholm, död 1 juli 1996, var en svensk läkare och ämbetsman. Han var generaldirektör i Medicinalstyrelsen 1952–67 och efterträddes av Bror Rexed. Ett av hans bidrag var att utveckla regionalsjukvården i Sverige.

## Biografi
Engel blev medicine licentiat vid Karolinska institutet i Stockholm 1927, var amanuens och underläkare på Serafimerlasarettet 1926–34, biträdande överläkare på Mössebergs vattenkuranstalt 1929–31, t.f. laborator vid Stockholms hälsovårdsnämnds kliniska laboratorium 1932, överläkare på Garnisonssjukhuset i Boden 1936–43 (t.f. 1934), lasarettsläkare vid medicinska avdelningen på Falu länslasarett 1943–52, dess styresman 1944–52, generaldirektör och chef för Medicinalstyrelsen 1952–67 samt konsulterande läkare inom Skandiakoncernen 1952–70.
Engel var bataljonsläkare i Fältläkarkårens reserv 1934 och regementsläkare i reserven 1943–47. Han var ledamot av centrala sjukvårdsberedningen 1944–52, Statens medicinska forskningsråd 1952–67 och Försvarsmedicinska forskningsdelegationen 1964–67.
Engel var ordförande respektive ledamot i ett flertal organ för medicinsk forskning och hälso- och sjukvård, ledamot respektive ordförande i svenska och internationella kommittéer och offentliga utredningar, bland annat kommittén för översyn av hälso- och sjukvården i riket 1954, 1956 års regionvårdsutredning, 1958 års cp-utredning, läkarprognosutredningen 1959 och medicinalstyrelseutredningen 1962.
Engel var ordförande i narkomanvårdskommittén 1966–70, i Svenska föreningen för invärtes medicin 1949, i nämnden för internationella hälsovårdsärenden 1952–67, i sjukvårdsberedskapsnämnden 1953–67 och i Svenska sjukhusföreningen 1957–69.
Engel var svensk chefsdelegat i Världshälsoorganisationens (WHO) församling 1953–68, innehade expertuppdrag inom WHO och Nordiska rådet, var ledamot av WHO:s styrelse 1967–68, ordförande i Expressens prenatalforskningsnämnd 1968–76, sakkunnig i Åhlén-stiftelsen 1967–75, inom Svenska Röda korset från 1934 och ledamot av dess överstyrelse 1952–67.
Engel författade skrifter i invärtes medicin, sjukvårdsadministration och medicinsk historia, utgav (tillsammans med Tage Larsson) Skandia internationella symposia 1966–71, Vår hälsa 1969–70, Internmedicinskt sjukdomspanorama (1976) och Hälsan före födelsen (1981).
Engel blev medicine hedersdoktor vid Uppsala universitet 1949 och tilldelades medaljen Illis Quorum av tolfte storleken 1967.

## Utmärkelser
- Kommendör med stora korset av Nordstjärneorden, 26 november 1964.[2]